# Ichneumon shiskensis
Ichneumon shiskensis là một loài tò vò trong họ Ichneumonidae.